# BN-1200
BN-1200 Reaktor je 1200 MWe hitri oplodni reaktor novejše generacije v razvoju pri OKBM Afrikantov. Dizajn naj bi bil pripravljen do leta 2017. Cilji so  povečana varnost in oplodno razmerje 1,2-1,35 za uran-plutonijevo oksidno gorivo in 1,45 za nitridno gorivo. Baziran je na BN-600 reaktorju, bo pa imel več gorivnih elementov in lažje menjavanje goriva. Termalna moč bo 2900 MW, električna pa 1220 MW. Temperatura hladila v prvem ciklu bo 550 °C in v uparjalniku 527 °C. 
Termodinamični izkoristek bo 42% gros, 39% neto. Ima pasivni odvod toplote, kot varnostno izboljšavo. Življenjska doba je 60 let. OKBM planira prvo enoto za MOX gorivo leta 2020 in nadaljnih 8 enot do 2030. Proizvodna cena elektrike naj bi bila 0,65/kWh Rubljev (US 2,23 centov/kWh). 
BN-1200 je dobil dovoljenje za izgradnjo na Belojarski jedrski centrali. Obstaja tudi možnost dveh takih reaktorjev na isti elektrarni in sicer BN-1200 ali BN-1600. 

## Sklic
1. ↑  Large fast reactor approved for Beloyarsk

{
{Jedrski reaktorji}}